# 618 Elfriede
A 618 Elfriede egy a Naprendszer kisbolygói közül, amit K. Lohnert fedezett fel 1906. október 17-én.